# Saint-Priest-la-Vêtre
Saint-Priest-la-Vêtre település Franciaországban, Loire megyében. Lakosainak száma 141 fő (2022. január 1.). Saint-Priest-la-Vêtre Noirétable, Saint-Jean-la-Vêtre, Vêtre-sur-Anzon és La Côte-Saint-Didier községekkel határos.

## Népesség
A település népessége az elmúlt években az alábbi módon változott:
| Lakosok száma | 204  | 135  | 120  | 124  | 153  | 153  | 148  | 144  | 142  | 141  |
|               | 1968 | 1982 | 1990 | 2006 | 2013 | 2015 | 2017 | 2019 | 2020 | 2022 |